# Ruth Perry
Ruth Sando Fahnbulleh Perry (16 tháng 7 năm 1939 – 8 tháng 1 năm 2017) là một chính trị gia Liberia. Bà từng là Chủ tịch lâm thời của Hội đồng Nhà nước Liberia từ ngày 3 tháng 9 năm 1996 đến ngày 2 tháng 8 năm 1997, sau cuộc Nội chiến Liberia lần thứ nhất. Sau các cuộc đàm phán hòa bình kéo dài từ 1990 đến 1995 với sự hỗ trợ của cộng đồng quốc tế, hòa đình được lập lại. Hội đồng Nhà nước lâm thời bao gồm một chủ tịch là thường dân, cũng như các thành viên của các phe phái tham chiến: Charles Taylor, lãnh đạo của Phong trào Giải phóng Tự do Thống nhất cho Dân chủ-K Alhaji Kromah, lãnh đạo Hội đồng Hòa bình Liberia George Boley và hai thường dân khác.
Perry được biết đến là nữ tổng thống đầu tiên của Liberia và của châu Phi đương đại nói chung. (Liberia cũng là nước bầu chọn ra lãnh đạo nữ đầu tiên của châu lục Ellen Johnson Sirleaf).

## Tuổi trẻ
Perry sinh ngày 16 tháng 7 năm 1939, tại một vùng nông thôn của Hạt Grand Cape Mount, Liberia, con gái của Marjon và AlHaji Semila Fahnbulleh. Cô là người Hồi giáo thuộc sắc tộc Vai. Khi còn nhỏ, Perry đã tham gia vào Hội Sande, một trường học truyền thống và hội kín dành cho nữ giới và tham gia các lớp học thường xuyên. Cha mẹ cô sau đó gửi cô vào một trường Công giáo La Mã cho các cô gái ở Monrovia do các nữ tu truyền giáo điều hành. Perry tốt nghiệp trường Cao đẳng Sư phạm của Đại học Liberia. Sau khi tốt nghiệp, bà làm giáo viên tiểu học ở quận Grand Cape Mount.
Cô kết hôn với McDonald Perry, một thẩm phán và nhà lập pháp và họ có bảy người con. Sau khi các con của cô đã trưởng thành, Perry làm việc trong văn phòng Monrovia của ngân hàng Chase Manhattan vào năm 1971 và dạy tại một trường Sande với tư cách trưởng bối.

## Sự nghiệp chính trị
Khi chồng bà tham gia chính trị, Ruth Perry tham gia vào chiến dịch tranh cử, tìm cách thuyết phục cử tri phụ nữ bỏ phiếu cho MacDonald. Sau khi chồng bà qua đời, đảng Thống nhất yêu cầu Ruth tranh cử thượng nghị sĩ cho quận nơi họ sống. Năm 1985, Perry giành được một ghế trong Thượng viện Liberia với tư cách là ứng cử viên của Đảng Thống nhất. Khi cuộc bầu cử tổng thống của Samuel Doe bị lên án rộng rãi là gian lận, các chính khác đối lập bao gồm của Đảng Thống nhất đã tẩy chay không họp Thượng viện để phản đối, khẳng định rằng chính phủ Doe là bất hợp pháp. Perry đã không tham gia tẩy chay và trở thành thành viên duy nhất của phe đối lập trong quốc hội. "Bạn không thể giải quyết vấn đề bằng cách đứng ra ngoài lề", bà nói. Bà giữ ghế thượng nghị sĩ cho đến năm 1989. Sau đó, Perry đã mở một doanh nghiệp bán lẻ và hoạt động trong các nhóm dân sự như Sáng kiến Phụ nữ ở Liberia, Phụ nữ hành động vì thiện chí và Hiệp hội các Dịch vụ Xã hội tìm cách chấm dứt Nội chiến Liberia đang lan rộng.

### Nguyên thủ quốc gia tạm thời: 1996
Vào ngày 17 tháng 8 năm 1996, sau 17 năm xung đột và 7 năm chiến tranh, đại diện Cộng đồng Kinh tế của các quốc gia Tây Phi (ECOWAS) đã đàm phán ngừng bắn giữa các phe phái chiến tranh của Liberia và tuyên bố rằng Perry sẽ thay thế Wilton Sankawulo làm Chủ tịch Hội đồng Nhà nước trong một chính phủ lâm thời. Được biết, cả bốn lãnh chúa trong cuộc xung đột ở Liberia đã đồng ý với thỏa thuận hòa bình với Perry với tư cách là lãnh đạo lâm thời, sau khi bà trở về sau một thời gian lưu đày ngắn ngủi ở Đảo Staten, New York.

## Cuối đời
Sau khi từ nhiệm, Perry sống và di chuyển giữa Liberia và Mỹ. Năm 2004, cô là một Tổng thống Châu Phi lưu trú tại Trung tâm Nghiên cứu và Lưu trữ Tổng thống Châu Phi tại Đại học Boston. Perry qua đời vào ngày 8 tháng 1 năm 2017 ở tuổi 77.